# 대구시지초등학교
대구시지초등학교는 대한민국 대구광역시 수성구 매호동에 있는 공립 초등학교이다.

## 연혁
- 1994-09-01 대구시지국민학교 개교 (15학급)
- 1995-02-17 제 1회 졸업식 (총 142명)
- 1996-03-01 대구시지초등학교로 개칭
- 2009-03-01 대구시지초등학교 병설유치원 개원
- 2012-02-06 제18회 졸업식(졸업생 191명, 총 졸업생 계 5,352명)
- 2013-02-15 제19회 졸업식(졸업생 165명, 총 졸업생 계 5,517명)
- 2014-02-14 제 20회 졸업식(졸업생 152명, 총 졸업생 계 5669명)
- 2015-02-13 제 21회 졸업(졸업생 122명, 총 5,802명)
- 2015-08-01 교실 마루바닥교체 공사, 화장실 현대화 사업
- 2016-02-04 제 22회 졸업(졸업생 133명, 총 5,924명)
- 2016-09-01 교문담장벽화사업, 방화문시설교체, 차도보도 구분 시설 사업 실시
- 2017-02-17 제 23회 졸업(졸업생 101명, 총 6,025명)
- 2018-02-09 제 24회 졸업(졸업생 88명, 총 6,113명)
- 2018-03-01 교육과정 특화형 모델학교, 초등 놀이기반 수업 실천 선도학교, 평가방법개선 선도학교, 흡연예방교육심화학교, 두드림학교 운영교, 수성구청 경비지원사업

## 참고 자료
- 대구시지초등학교 - 한국교육학술정보원 학교알리미